# Indigofera mwanzae
Indigofera mwanzae är en ärtväxtart som beskrevs av Jan Bevington Gillett. Indigofera mwanzae ingår i släktet indigosläktet, och familjen ärtväxter. Inga underarter finns listade i Catalogue of Life.